# Jhony Galli
Jhony Moisés Galli Moreira (Montevideo, 19 marzo 1990) è un calciatore uruguaiano, centrocampista del Tavernelle.